# Nocrich
Nocrich (en hongrois : Újegyház ; en allemand : Leschkirch) est une commune du județ de Sibiu, en Roumanie.

## Géographie

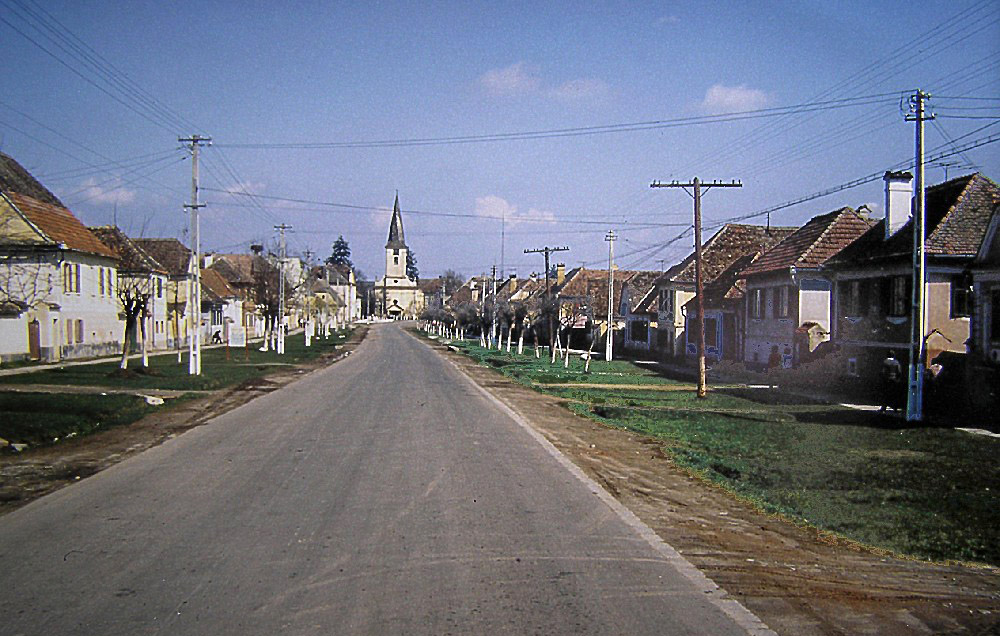
Route du village.

La commune se situe dans la region historique de Transylvanie, à 32 kilomètres au nord-est de Sibiu, chef-lieu du district, et à 28 kilomètres au sud-ouest d'Agnita.

## Histoire
Le lieu de Nogrech fut mentionné pour la première fois en 1263. Il fut l'un des sièges de la Fondation royale, la donation par les rois de Hongrie aux colons germanophones dans la principauté de Transylvanie, dits « saxons », avec des privilèges royaux en échange de la défense de la frontière des Carpates et de la construction d'infrastructures.

## Personnalités liées à la commune
- Samuel von Brukenthal (1721-1803), juriste et gouverneur de Transylvanie.